# Trauma vaginal
O trauma vaginal é uma lesão da vagina. Isso pode acontecer durante o parto, agressão sexual e ocorrências acidentais. Em adultos, a vagina é amplamente protegida de traumas devido à função protetora do monte púbico e dos grandes lábios. Essa proteção está faltando em meninas que não possuem uma camada protetora de gordura para proteger a vagina.
O trauma vaginal pode ocorrer quando algo é inserido na vagina, por exemplo, um objeto pontiagudo que causa um trauma penetrante. O trauma vaginal pode ocorrer como resultado de uma experiência sexual dolorosa ou de abuso sexual. O trauma vaginal pode ocorrer em crianças como resultado de uma lesão por espacate. A maioria deles, embora angustiantes, não são ferimentos graves.
Em alguns casos, ocorre uma lesão grave que requer atenção médica imediata. Principalmente se o sangramento não parar.